# Il gatto ipocondriaco
Il gatto ipocondriaco (The Hypo-Chondri-Cat) è un film del 1950 diretto da Chuck Jones. È un cortometraggio d'animazione della serie Merrie Melodies, uscito negli Stati Uniti il 15 aprile 1950. Dal 1999 viene distribuito col titolo Un gatto ipocondriaco.

## Trama
Hubie e Bertie si rifugiano in una casa, ma presto vengono affrontati da Claude il Gatto. Quest'ultimo inizia a inseguirli, ma quando arriva a una finestra aperta, uno spiffero lo colpisce e Claude viene sopraffatto dalla paura di prendere un raffreddore che potrebbe svilupparsi in polmonite, così ingoia immediatamente alcune pillole e si mette una sciarpa e una borsa dell'acqua calda in testa. I topi vedono questa ipocondria di Claude come un'opportunità per sbarazzarsi di lui. Lo inducono a credere di essere molto malato, quindi fanno finta di eseguire un intervento chirurgico su di lui. Claude sviene e ha un sogno surreale che coinvolge malattie e interventi chirurgici. Quando si sveglia, Hubie e Bertie lo convincono di essere morto e di essere ora un angelo celeste. Quindi lo fanno fluttuare inconsapevolmente con un palloncino, in uno stato di grazia, verso il "paradiso dei gatti".

## Distribuzione

### Edizione italiana
La prima edizione italiana fu trasmessa sul Programma Nazionale il 19 maggio 1974; il corto fu poi ridoppiato nel 1999 per l'uscita in VHS dalla Angriservices Edizioni sotto la direzione di Renzo Stacchi su dialoghi di Giorgio Tausani. Non essendo stata registrata una colonna internazionale, in entrambi i casi fu sostituita la musica presente durante i dialoghi.

### Edizioni home video

#### VHS
America del Nord
- Foghorn Leghorn's Fractured Funnies (1986)

Italia
- Un micio per amico (1999)

#### Laserdisc
- Looney Tunes Assorted Nuts (1992)

#### DVD e Blu-ray Disc
Il corto fu pubblicato in DVD-Video in America del Nord nel terzo disco della raccolta Looney Tunes Golden Collection: Volume 1 (intitolato Looney Tunes All-Stars: Part 1) distribuita il 28 ottobre 2003; il DVD fu pubblicato in Italia il 2 dicembre 2003 nella collana Looney Tunes Collection, col titolo All Stars: Volume 1. Fu inserito anche nel primo disco della raccolta DVD Looney Tunes Spotlight Collection Volume 1, uscita in America del Nord sempre il 28 ottobre 2003, ristampato l'11 febbraio 2014 col titolo Looney Tunes Center Stage: Volume 1. In Italia fu inserito invece nel DVD Giochetto o scherzetto? della collana I tuoi amici Looney Tunes, uscito il 21 ottobre 2009. È stato poi inserito nel secondo disco della raccolta DVD e Blu-ray Disc Looney Tunes Mouse Chronicles: The Chuck Jones Collection, uscita in America del Nord il 28 agosto 2012, dove è presentato anche con un commento audio di Jerry Beck e in versione story reel. Infine è stato inserito nel primo DVD della raccolta 50 cartoons da collezione - Looney Tunes della collana Il meglio di Warner Bros., uscita in America del Nord il 25 giugno 2013 e in Italia il 5 dicembre.

## Accoglienza
Nel 2010 il film fu selezionato per l'inclusione nel libro di Jerry Beck The 100 Greatest Looney Tunes Cartoons; in tale occasione il redattore Harry McCracken scrisse: "Ecco un cartone animato di gatto e topo in cui la maggior parte della violenza è psicologica: l'"operazione" fallita e la finta morte che Hubie e Bertie fanno passare a Claude sono praticamente hitchcockiane. Le fasi del dolore che Claude attraversa mentre nega la propria morte, va in preda al panico e alla fine arriva ad accettarla, presentano alcune delle migliori interpretazioni di Mel Blanc". Beck aggiunse: "Jones esplora sempre modi per farci vedere e sentire quello che i suoi personaggi stanno pensando. Il gatto ipocondriaco è il culmine di quel processo, combinando i superbi tempi comici e il grandioso character design di Jones con la meccanica del soggetto di Mike Maltese e l'eccezionale animazione dalla sua ormai affermata squadra. Qui risalta particolarmente la sequenza del sogno febbrile animata da Lloyd Vaughan".